# Aéroport de Snap Lake
L'aéroport de Snap Lake est un aéroport situé dans les Territoires du Nord-Ouest, au Canada.
C'est un aéroport privé réservé exclusivement au fret et aux passagers pour la mine de diamant de Snap Lake, exploitée par De Beers et mise en état de maintenance et d'entretien le 4 décembre 2015 à la suite de la chute des cours du diamant.